# American Hockey League 1995-1996
La stagione 1995-1996 è stata la 60ª edizione della American Hockey League, la più importante lega minore nordamericana di hockey su ghiaccio. La stagione fu caratterizzata da una grande rivoluzione che la portò ad essere più simile alla National Hockey League, infatti per la prima volta vennero istituite due Conference, Northern e Southern, mentre le Division divennero quattro, due nella Northern (North e Atlantic Division) e due nella Southern (South e Central Division). Vennero introdotti due nuovi trofei per le vincitrici di division, il Frank Mathers Trophy e il Sam Pollock Trophy mentre per la prima volta dalla stagione 1987-1988 si tornò ad assegnare un punto per le sconfitte all'overtime. La stagione vide al via diciotto formazioni e al termine dei playoff i Rochester Americans conquistarono la loro sesta Calder Cup sconfiggendo i Portland Pirates 4-3.

## Modifiche
- Nella South Division nacquero i Baltimore Bandits, nuova franchigia con sede a Baltimora nel Maryland.
- Nella South Division nacquero i Carolina Monarchs, nuova franchigia con sede a Greensboro nella Carolina del Nord.
- Cornwall Aces, Rochester Americans e Syracuse Crunch passarono dalla South alla Central Division.
- Adirondack Red Wings e Albany River Rats passarono dalla North alla Central Division.

## Stagione regolare

### Classifiche

#### Northern Conference
Atlantic Division
| Squadra                | Pt | G  | V  | S  | N  | SOT | GF  | GS  | DR  |
| ---------------------- | -- | -- | -- | -- | -- | --- | --- | --- | --- |
| PEI Senators           | 85 | 80 | 38 | 33 | 6  | 3   | 303 | 313 | -10 |
| Saint John Flames      | 85 | 80 | 35 | 30 | 11 | 4   | 272 | 264 | +8  |
| St. John's Maple Leafs | 80 | 80 | 31 | 31 | 14 | 4   | 248 | 274 | -26 |
| Fredericton Canadiens  | 79 | 80 | 34 | 35 | 11 | 0   | 307 | 308 | -1  |
| Cape Breton Oilers     | 73 | 80 | 33 | 40 | 3  | 4   | 290 | 323 | -33 |

North Division
| Squadra             | Pt  | G  | V  | S  | N  | SOT | GF  | GS  | DR  |
| ------------------- | --- | -- | -- | -- | -- | --- | --- | --- | --- |
| Springfield Falcons | 100 | 80 | 42 | 22 | 11 | 5   | 272 | 215 | +57 |
| Worcester IceCats   | 88  | 80 | 36 | 28 | 12 | 4   | 242 | 244 | -2  |
| Portland Pirates    | 78  | 80 | 32 | 34 | 10 | 4   | 282 | 283 | -1  |
| Providence Bruins   | 74  | 80 | 30 | 36 | 10 | 4   | 249 | 280 | -31 |

#### Southern Conference
Central Division
| Squadra             | Pt  | G  | V  | S  | N | SOT | GF  | GS  | DR   |
| ------------------- | --- | -- | -- | -- | - | --- | --- | --- | ---- |
| Albany River Rats   | 115 | 80 | 54 | 19 | 7 | 0   | 322 | 218 | +104 |
| Adirondack R. Wings | 86  | 80 | 38 | 32 | 8 | 2   | 271 | 247 | +24  |
| Rochester Americans | 83  | 80 | 37 | 34 | 5 | 4   | 294 | 297 | -3   |
| Cornwall Aces       | 80  | 80 | 34 | 34 | 7 | 5   | 249 | 251 | -2   |
| Syracuse Crunch     | 74  | 80 | 31 | 37 | 5 | 7   | 257 | 307 | -50  |

South Division
| Squadra            | Pt | G  | V  | S  | N  | SOT | GF  | GS  | DR  |
| ------------------ | -- | -- | -- | -- | -- | --- | --- | --- | --- |
| Binghamton Rangers | 88 | 80 | 39 | 31 | 7  | 3   | 333 | 331 | +2  |
| Hershey Bears      | 86 | 80 | 36 | 30 | 11 | 3   | 301 | 287 | +14 |
| Baltimore Bandits  | 77 | 80 | 33 | 36 | 9  | 2   | 279 | 299 | -20 |
| Carolina Monarchs  | 70 | 80 | 28 | 38 | 11 | 3   | 313 | 343 | -30 |

Legenda:

      Ammesse ai Playoff
Note:

Due punti a vittoria, un punto a pareggio e sconfitta all'overtime, zero a sconfitta.

### Statistiche
Classifica marcatori
| Giocatore       | Squadra             | PG | Gol | Assist | Punti |
| --------------- | ------------------- | -- | --- | ------ | ----- |
| Brad Smyth      | Carolina Monarchs   | 68 | 68  | 58     | 126   |
| Jim Montgomery  | Hershey Bears       | 78 | 34  | 71     | 105   |
| Mike Casselman  | Carolina Monarchs   | 70 | 34  | 68     | 102   |
| Gilbert Dionne  | Carolina Monarchs   | 55 | 43  | 58     | 101   |
| Peter Ferraro   | Binghamton Rangers  | 68 | 48  | 53     | 101   |
| Chris Ferraro   | Binghamton Rangers  | 77 | 32  | 67     | 99    |
| Craig Charron   | Rochester Americans | 72 | 43  | 52     | 95    |
| Jean-Yves Roy   | PEI Senators        | 67 | 40  | 55     | 95    |
| Dixon Ward      | Rochester Americans | 71 | 38  | 56     | 94    |
| Andrew Brunette | Portland Pirates    | 69 | 28  | 66     | 94    |
|                 |                     |    |     |        |       |

Classifica portieri
| Giocatore           | Squadra             | PG | MGS  |  |
| ------------------- | ------------------- | -- | ---- |  |
| Manny Legace        | Springfield Falcons | 37 | 2.27 |  |
| Mike Dunham         | Albany River Rats   | 44 | 2.52 |  |
| Norm Maracle        | Adirondack R. Wings | 54 | 2.75 |  |
| Dwayne Roloson      | Saint John Flames   | 67 | 2.83 |  |
| Jean-François Labbé | Cornwall Aces       | 55 | 2.91 |  |
| Éric Fichaud        | Worcester IceCats   | 34 | 2.93 |  |
| Peter Sidorkiewicz  | Albany River Rats   | 32 | 2.95 |  |
| Scott Langkow       | Springfield Falcons | 39 | 2.99 |  |
| Mike Buzak          | Worcester IceCats   | 30 | 3.05 |  |
| Kevin Hodson        | Adirondack R. Wings | 32 | 3.16 |  |
|                     |                     |    |      |  |

### All-Star Classic
La nona edizione dell'AHL All-Star Classic si svolse il 16 gennaio 1996 presso l'Hersheypark Arena di Hershey, casa degli Hershey Bears; il Team USA sconfisse il Team Canada 6-5 e per la prima volta si svolse la Skills Competition il giorno prima della partita.

## Playoff
|  | Semifinali Division | Semifinali Division    | Semifinali Division |                     |                      | Finali Division       | Finali Division | Finali Division |  |    | Finali Conference   | Finali Conference | Finali Conference |  |    | Calder Cup       | Calder Cup | Calder Cup |
|  |                     |                        |                     |                     |                      |                       |                 |                 |  |    |                     |                   |                   |  |    |                  |            |            |
|  | A1                  | PEI Senators           | 2                   |                     |                      |                       |                 |                 |  |    |                     |                   |                   |  |    |                  |            |            |
|  | A4                  | Fredericton Canadiens  | 3                   |                     |                      |                       |                 |                 |  |    |                     |                   |                   |  |    |                  |            |            |
|  | A4                  | Fredericton Canadiens  | 3                   |                     | A4                   | Fredericton Canadiens | 1               |                 |  |    |                     |                   |                   |  |    |                  |            |            |
|  |                     |                        |                     |                     | A4                   | Fredericton Canadiens | 1               |                 |  |    |                     |                   |                   |  |    |                  |            |            |
|  |                     | A2                     | Saint John Flames   | 4                   |                      |                       |                 |                 |  |    |                     |                   |                   |  |    |                  |            |            |
|  | A2                  | A2                     | Saint John Flames   | 4                   | Saint John Flames    | 3                     |                 |                 |  |    |                     |                   |                   |  |    |                  |            |            |
|  | A2                  |                        |                     |                     | Saint John Flames    | 3                     |                 |                 |  |    |                     |                   |                   |  |    |                  |            |            |
|  | A3                  | St. John's Maple Leafs | 1                   |                     |                      |                       |                 |                 |  |    |                     |                   |                   |  |    |                  |            |            |
|  | A3                  | St. John's Maple Leafs | 1                   |                     |                      |                       |                 |                 |  | A2 | Saint John Flames   | 3                 |                   |  |    |                  |            |            |
|  |                     |                        |                     | Northern Conference |                      |                       |                 |                 |  | A2 | Saint John Flames   | 3                 |                   |  |    |                  |            |            |
|  |                     | N3                     | Portland Pirates    | 4                   |                      |                       |                 |                 |  |    |                     |                   |                   |  |    |                  |            |            |
|  | N1                  | N3                     | Portland Pirates    | 4                   | Springfield Falcons  | 3                     |                 |                 |  |    |                     |                   |                   |  |    |                  |            |            |
|  | N1                  |                        |                     |                     | Springfield Falcons  | 3                     |                 |                 |  |    |                     |                   |                   |  |    |                  |            |            |
|  | N4                  | Providence Bruins      | 1                   |                     |                      |                       |                 |                 |  |    |                     |                   |                   |  |    |                  |            |            |
|  | N4                  | Providence Bruins      | 1                   |                     | N1                   | Springfield Falcons   | 2               |                 |  |    |                     |                   |                   |  |    |                  |            |            |
|  |                     |                        |                     |                     | N1                   | Springfield Falcons   | 2               |                 |  |    |                     |                   |                   |  |    |                  |            |            |
|  |                     | N3                     | Portland Pirates    | 4                   |                      |                       |                 |                 |  |    |                     |                   |                   |  |    |                  |            |            |
|  | N2                  | N3                     | Portland Pirates    | 4                   | Worcester IceCats    | 1                     |                 |                 |  |    |                     |                   |                   |  |    |                  |            |            |
|  | N2                  |                        |                     |                     | Worcester IceCats    | 1                     |                 |                 |  |    |                     |                   |                   |  |    |                  |            |            |
|  | N3                  | Portland Pirates       | 3                   |                     |                      |                       |                 |                 |  |    |                     |                   |                   |  |    |                  |            |            |
|  | N3                  | Portland Pirates       | 3                   |                     |                      |                       |                 |                 |  |    |                     |                   |                   |  | N3 | Portland Pirates | 3          |            |
|  |                     |                        |                     |                     |                      |                       |                 |                 |  |    |                     |                   |                   |  | N3 | Portland Pirates | 3          |            |
|  |                     | C3                     | Rochester Americans | 4                   |                      |                       |                 |                 |  |    |                     |                   |                   |  |    |                  |            |            |
|  | C1                  | C3                     | Rochester Americans | 4                   | Albany River Rats    | 1                     |                 |                 |  |    |                     |                   |                   |  |    |                  |            |            |
|  | C1                  |                        |                     |                     | Albany River Rats    | 1                     |                 |                 |  |    |                     |                   |                   |  |    |                  |            |            |
|  | C4                  | Cornwall Aces          | 3                   |                     |                      |                       |                 |                 |  |    |                     |                   |                   |  |    |                  |            |            |
|  | C4                  | Cornwall Aces          | 3                   |                     | C4                   | Cornwall Aces         | 0               |                 |  |    |                     |                   |                   |  |    |                  |            |            |
|  |                     |                        |                     |                     | C4                   | Cornwall Aces         | 0               |                 |  |    |                     |                   |                   |  |    |                  |            |            |
|  |                     | C3                     | Rochester Americans | 4                   |                      |                       |                 |                 |  |    |                     |                   |                   |  |    |                  |            |            |
|  | C2                  | C3                     | Rochester Americans | 4                   | Adirondack Red Wings | 0                     |                 |                 |  |    |                     |                   |                   |  |    |                  |            |            |
|  | C2                  |                        |                     |                     | Adirondack Red Wings | 0                     |                 |                 |  |    |                     |                   |                   |  |    |                  |            |            |
|  | C3                  | Rochester Americans    | 3                   |                     |                      |                       |                 |                 |  |    |                     |                   |                   |  |    |                  |            |            |
|  | C3                  | Rochester Americans    | 3                   |                     |                      |                       |                 |                 |  | C3 | Rochester Americans | 4                 |                   |  |    |                  |            |            |
|  |                     |                        |                     | Southern Conference |                      |                       |                 |                 |  | C3 | Rochester Americans | 4                 |                   |  |    |                  |            |            |
|  |                     | C5                     | Syracuse Crunch     | 1                   |                      |                       |                 |                 |  |    |                     |                   |                   |  |    |                  |            |            |
|  | S1                  | C5                     | Syracuse Crunch     | 1                   | Binghamton Rangers   | 1                     |                 |                 |  |    |                     |                   |                   |  |    |                  |            |            |
|  | S1                  |                        |                     |                     | Binghamton Rangers   | 1                     |                 |                 |  |    |                     |                   |                   |  |    |                  |            |            |
|  | C5                  | Syracuse Crunch        | 3                   |                     |                      |                       |                 |                 |  |    |                     |                   |                   |  |    |                  |            |            |
|  | C5                  | Syracuse Crunch        | 3                   |                     | C5                   | Syracuse Crunch       | 4               |                 |  |    |                     |                   |                   |  |    |                  |            |            |
|  |                     |                        |                     |                     | C5                   | Syracuse Crunch       | 4               |                 |  |    |                     |                   |                   |  |    |                  |            |            |
|  |                     | S3                     | Baltimore Bandits   | 3                   |                      |                       |                 |                 |  |    |                     |                   |                   |  |    |                  |            |            |
|  | S2                  | S3                     | Baltimore Bandits   | 3                   | Hershey Bears        | 2                     |                 |                 |  |    |                     |                   |                   |  |    |                  |            |            |
|  | S2                  |                        |                     |                     | Hershey Bears        | 2                     |                 |                 |  |    |                     |                   |                   |  |    |                  |            |            |
|  | S3                  | Baltimore Bandits      | 3                   |                     |                      |                       |                 |                 |  |    |                     |                   |                   |  |    |                  |            |            |

## Premi AHL
- Calder Cup: Rochester Americans
- F. G. "Teddy" Oke Trophy: Springfield Falcons
- Frank Mathers Trophy: Binghamton Rangers
- John D. Chick Trophy: Albany River Rats
- Richard F. Canning Trophy: Portland Pirates
- Robert W. Clarke Trophy: Rochester Americans
- Sam Pollock Trophy: Prince Edward Island Senators
- Aldege "Baz" Bastien Memorial Award: Manny Legace (Springfield Falcons)
- Dudley "Red" Garrett Memorial Award: Darcy Tucker (Fredericton Canadiens)
- Eddie Shore Award: Barry Richter (Binghamton Rangers)
- Fred T. Hunt Memorial Award: Ken Gernander (Binghamton Rangers)
- Harry "Hap" Holmes Memorial Award: Manny Legace e Scott Langkow (Springfield Falcons)
- Jack A. Butterfield Trophy: Dixon Ward (Rochester Americans)
- John B. Sollenberger Trophy: Brad Smyth (Carolina Monarchs)
- Les Cunningham Award: Brad Smyth (Carolina Monarchs)
- Louis A. R. Pieri Memorial Award: Robbie Ftorek (Albany River Rats)

### Vincitori
| Rochester Americans | Portieri: John Blue, Steve Shields Difensori: David Cooper, Scott Feasby, Terry Hollinger, Doug Houda, Serhij Klyment'jev, Dean Melanson, Rumun Ndur, Shayne Wright Attaccanti: Curtis Brown, Craig Charron, Jason Cirone, Rob Conn, Dan Frawley, Brian Holzinger, Dane Jackson, Steve Junker, Jamie Leach, Scott Metcalfe, Barrie Moore, Scott Nichol, Wayne Primeau, Václav Varaďa, Dixon Ward, Bob Westerby Allenatore: John Tortorella |

### AHL All-Star Team
First All-Star Team
- Attaccanti: Peter Ferraro • Steve Sullivan • Brad Smyth
- Difensori: Barry Richter • Jamie Heward
- Portiere: Manny Legace

Second All-Star Team
- Attaccanti: Gilbert Dionne • Jim Montgomery • Dwayne Norris
- Difensori: Brad Bombardir • Terry Hollinger
- Portiere: Mike Dunham